# Коефіцієнт обводненості емульсії
Коефіцієнт обводненості емульсії (рос. коэффициент обводненности эмульсии; англ. coefficient of emulsion watering; нім. Emulsionsvervässerungskoeffizient m) — відношення об'єму води до загального об'єму емульсії.
Стосується будь-яких емульсій — технічних (наприклад, емульсії охолодження виробу), при видобуванні нафти і газу, збагаченні корисних копалин тощо.